# Tercer districte electoral de Barcelona
El tercer districte de Barcelona o districte de Barcelona III fou una circumscripció electoral del Congrés dels Diputats utilitzada en les eleccions generals espanyoles entre 1871 i 1876. Es tractava d'un districte uninominal, ja que només era representat per un sol diputat.
L'any 1878 es va aprovar una nova llei electoral que va fusionar els cinc districtes de Barcelona en un districte plurinominal de 5 escons.

## Àmbit geogràfic
El districte comprenia el nord del Barri Gòtic, Sant Pere i la Dreta de l'Eixample.

## Diputats electes
| Elecció | Elecció        | Diputat                         | Partit/Ideologia                    |
| ------- | -------------- | ------------------------------- | ----------------------------------- |
|         | 1871           | Josep Ferrer i Vidal            | Conservador                         |
|         | 1871 (parcial) | Antoni Castell de Pons          | Conservador                         |
|         | Abril 1872     | Rafael Boet i Moreu             | Sense dades                         |
|         | Agost 1872     | José María Orense               | Partit Republicà Democràtic Federal |
|         | 1873           | Josep Anselm Clavé i Camps      | Partit Republicà Democràtic Federal |
|         | 1876           | Francesc de Paula Rius i Taulet | Liberal                             |

## Resultats electorals

### Dècada de 1870
| Eleccions generals del 20/01/1876 |                   |                                 |       |      |
| Partit/Ideologia                  | Partit/Ideologia  | Candidat                        | Vots  | %    |
|                                   | Liberal           | Francesc de Paula Rius i Taulet | 1.011 | 56,6 |
|                                   | Altres            | Altres                          | 774   | 43,4 |
| Total                             | Total             | Total                           | 1.785 | 100  |
| Cens/participació                 | Cens/participació | Cens/participació               | 9.626 | 18,5 |

| Eleccions generals del 10/05/1873 |                                     |                            |        |      |
| Partit/Ideologia                  | Partit/Ideologia                    | Candidat                   | Vots   | %    |
|                                   | Partit Republicà Democràtic Federal | Josep Anselm Clavé i Camps | 2.020  | 87,0 |
|                                   | Altres                              | Altres                     | 303    | 13,0 |
| Total                             | Total                               | Total                      | 2.323  | 100  |
| Cens/participació                 | Cens/participació                   | Cens/participació          | 10.378 | 22,4 |

| Eleccions generals del 24/08/1872 |                                     |                   |       |      |
| Partit/Ideologia                  | Partit/Ideologia                    | Candidat          | Vots  | %    |
|                                   | Partit Republicà Democràtic Federal | José María Orense | 1.121 | 87,4 |
|                                   | Altres                              | Altres            | 161   | 12,6 |
| Total                             | Total                               | Total             | 1.282 | 100  |
| Cens/participació                 | Cens/participació                   | Cens/participació | 8.873 | 14,4 |

| Eleccions generals del 03/04/1872 |                   |                     |       |      |
| Partit/Ideologia                  | Partit/Ideologia  | Candidat            | Vots  | %    |
|                                   | Sense dades       | Rafael Boet i Moreu | 2.007 | 61,1 |
|                                   | Altres            | Altres              | 1.280 | 38,9 |
| Total                             | Total             | Total               | 3.287 | 100  |
| Cens/participació                 | Cens/participació | Cens/participació   | 9.145 | 35,9 |

| Elecció parcial del 22/06/1871 |                   |                        |        |      |
| Partit/Ideologia               | Partit/Ideologia  | Candidat               | Vots   | %    |
|                                | Conservador       | Antoni Castell de Pons | 2.606  | 91,5 |
|                                | Altres            | Altres                 | 241    | 8,5  |
| Total                          | Total             | Total                  | 2.847  | 100  |
| Cens/participació              | Cens/participació | Cens/participació      | 10.541 | 27,0 |

| Eleccions generals del 08/03/1871 |                   |                      |        |      |
| Partit/Ideologia                  | Partit/Ideologia  | Candidat             | Vots   | %    |
|                                   | Conservador       | Josep Ferrer i Vidal | 2.214  | 46,3 |
|                                   | Altres            | Altres               | 2.563  | 53,7 |
| Total                             | Total             | Total                | 4.777  | 100  |
| Cens/participació                 | Cens/participació | Cens/participació    | 10.541 | 45,3 |